# Okręg wyborczy Bendigo
Okręg wyborczy Bendigo (ang. Division of Bendigo) – jednomandatowy okręg wyborczy do Izby Reprezentantów Australii, czerpiący nazwę od miasta Bendigo w stanie Wiktoria. Istnieje nieprzerwanie od pierwszych wyborów do parlamentu federalnego Australii w 1901 roku. 

## Lista posłów
| okres urzędowania | poseł          | przynależność                                                                                         |
| ----------------- | -------------- | --- |
| 1901-1913         | John Quick     | Partia Protekcjonistyczna (1901-1906) niezrzeszony (1906-1909) Związkowa Partia Liberalna (1909-1913) |
| 1913-1914         | John Arthur    | Australijska Partia Pracy                                                                             |
| 1915-1917         | Alfred Hampson | Australijska Partia Pracy                                                                             |
| 1917-1922         | Billy Hughes   | Nacjonalistyczna Partia Australii                                                                     |
| 1922–1929         | Geoffry Hurry  | Nacjonalistyczna Partia Australii                                                                     |
| 1929-1931         | Richard Keane  | Australijska Partia Pracy                                                                             |
| 1931-1937         | Eric Harrisson | Partia Zjednoczonej Australii                                                                         |
| 1937-1949         | George Rankin  | Partia Agrarna                                                                                        |
| 1949-1960         | Percy Clarey   | Australijska Partia Pracy                                                                             |
| 1960–1969         | Noel Beaton    | Australijska Partia Pracy                                                                             |
| 1969-1972         | David Kennedy  | Australijska Partia Pracy                                                                             |
| 1972-1983         | John Bourchier | Liberalna Partia Australii                                                                            |
| 1983-1990         | John Brumby    | Australijska Partia Pracy                                                                             |
| 1990-1998         | Bruce Reid     | Liberalna Partia Australii                                                                            |
| 1998-2013         | Steve Gibbons  | Australijska Partia Pracy                                                                             |
| od 2013           | Lisa Chesters  | Australijska Partia Pracy                                                                             |

źródło: 